# Andrej Panadić
Andrej Panadić (Zagreb, 9. ožujka 1969.) je hrvatski nogometni trener i umirovljen nogometaš. U siječnju 2016. godine je potpisao ugovor na dvije i pol godine s NK Istrom 1961. Nakon ligaškog poraza u prvom kolu Istre 1961 u 2016./17. sezoni protiv NK Osijeka, Panadić je podnio ostavku na mjestu trenera Verudeža.
Bio je član Jugoslavenske reprezentacije na Svjetskom prvenstvu u Italiji 1990. godine.